# Jutta Schnitzer-Ungefug
Jutta Schnitzer-Ungefug (* 1953 in Mannheim) ist eine deutsche Neurobiologin und war Generalsekretärin der Nationalen Akademie der Wissenschaften Leopoldina.

## Werdegang
Schnitzer-Ungefug studierte Biologie und Chemie für Lehramt an Gymnasien an der Ruprecht‐Karls‐Universität Heidelberg. Sie promovierte dort 1981 am Institut für Neurobiologie und war bis 1982 als wissenschaftliche Mitarbeiterin tätig. Von 1982 bis 1992 war sie wissenschaftliche Angestellte am Max-Planck-Institut für Hirnforschung in Frankfurt am Main. Im Jahr 1989 habilitierte sie sich an der Ruprecht‐Karls‐Universität Heidelberg und erhielt 1991 die Lehrberechtigung für das Fach Zoologie an der Johann Wolfgang Goethe-Universität Frankfurt am Main.
Von 1992 bis 2000 war sie wissenschaftliche Referentin des Vorstandsvorsitzenden am Max-Delbrück-Centrum für molekulare Medizin (MDC) in Berlin-Buch. Im Jahr 1996 erhielt sie die Lehrbefugnis für das Fach Neurobiologie an der Charité, Medizinische Fakultät der Humboldt-Universität zu Berlin.
Im Jahr 2000  wurde sie als Außerplanmäßige Professorin für das Fach Neurobiologie an der Charité berufen. Im gleichen Jahr wurde sie Generalsekretärin der Deutschen Akademie der Naturforscher Leopoldina und blieb dies, bis ihr 2020 Franziska Hornig folgte.
Sie ist seit 2010 Mitglied im Demografie‐Beirat des Landes Sachsen‐Anhalt. Seit 2011 ist sie Vorsitzende des Kuratoriums der Martin‐Luther‐Universität Halle‐Wittenberg (MLU).
Frau Prof. Schnitzer-Ungefug ist seit 2020 Präsidentin des Landesmusikrat Sachsen-Anhalt. Seit 2021 ist sie Stellvertretende Vorsitzende der Konferenz der Landesmusikräte.

## Auszeichnungen
- 2022: Bundesverdienstkreuz am Bande[5]